# 獸裝機攻
《獸裝機攻》（日语：獣装機攻ダンクーガノヴァ），由PRODUCTION REED製作，從2007年2月15日開始，在Animax每週星期四的22:30播放的機械人動畫。全12回。

## 故事概要
本作舞台設定在超獸機神斷空我的200年後，此時地球上雖然沒有發生大型戰爭，但因無人武裝機器人的盛行，世界仍陷於區域性武裝衝突之中。就在這個時候，突然被集合到龍牙島的四位少男少女，以半強迫的方式要求操縱「斷空我」，這個以打擊強者，幫助弱者來建立戰場上的平衡的巨大機器人，它真正的目的是……

## 人物介紹

### D小隊（Team D，チームD）
飛鷹葵（Aoi Hidaka，聲優：池澤春菜）
血型為A型，頭髮為紅中帶粉色的長髮。
斷空我的第一駕駛員兼鷹戰機駕駛員。
可使用斷空劍。
接觸斷空我前為戰無不勝的一級方程式車手及兼職模特兒，於第五話從車手一職引退，成為全職模特兒。
有裸睡的習慣。
對自己的容姿很有自信，換伴侶如換衣服一樣頻繁。
製作初期設定為前作男主角藤原忍與女主角結城沙羅的子孫。
館華庫拉拉（Kurara Tachibana，聲優：桑島法子）
血型為B型兼左撇子，頭髮為淺藍色。
獅虎戰機駕駛員。
斷空砲的射手。
接觸斷空我前為首席毒品調查員，隸屬聯合警署特科。
槍法極為準確出色，常隨身帶子彈和槍。
年幼時父親被暴徒打死，因此成為全國第一的女警員，僅用了一年半時間便掃蕩了全國所有販毒組的大小支部。
加門朔哉（Sakuya Kamon，聲優：鈴木達央）
血型為AB型，頭髮為棕色的短髮。
犀牛戰機駕駛員。
接觸斷空我前為無家可歸的無業少年。
沒有職業，也沒有固定的家，卻絲毫也看不出為錢煩惱的樣子。
雖然很容易激動，但是在斷空我小隊中是最為冷靜的一個人。
口頭禪為「やってやる」（「要上了！」）。
喬尼·巴涅特（Johnny Burnette，聲優：泰勇氣）
血型為O型，D小隊唯一非日本人成員，頭髮為淡金色的短髮。
象戰機駕駛員。
接觸斷空我前為一名高薪階層的白領，第七話引退。
對烹飪極有研究，知識亦極為豐富，首位發現D小隊成員的挑選與日本血液型性格分類理論有關（所有隊伍均有一名A型、B型、AB型及O型）的成員。
有時候戴眼鏡。
喜歡超級偶像歌手--艾麗達·羅莎。

### 龍牙島關係者
田中（Tanaka，聲優：藤原啟治）
D小隊的直屬上司兼司令官，在組織中，屬於中間管理人員。
對於斷空我小隊，從不表現出其高人一等的態度，屬於十分和藹可親的叔叔類型。
一旦進入工作狀態，卻擁有十足的掌控大局能力。
塞美（Seimii，聲優：大原沙耶香）
25歲的美女，斷空我的整備主任兼機械工程師，負責斷空我的整備工作。
對於男女交往有欲求不滿的傾向。
由於一直負責機器人的整備工作，所以很少有時間與異性交往。
平常穿灰色工作服及束金色馬尾辮。
露莉·露里（Ruu Riruri，聲優：後藤沙緒里）
15歲，精神病醫師兼斷空我小隊的精神顧問，負責D小隊的精神健康。
槍法優秀，但不及庫拉拉。
斷空我小隊每次戰鬥結束後，負責每個人的精神狀態調整，並記錄下他們的適應性。
D-波塞冬的駕駛員，實力不明。
F.S.（聲優：矢尾一樹）
斷空我的總司令。
一頭長黑髮的神秘男子，除了田中外不和D小隊其他人通訊。
可以和維爾聊天。
維爾（聲優：若本規夫）
一種安有人工智能的無機知性體，居於不同的星體中。
一直守護着幾十億年間所有誕生與消逝的生命。
他們稱呼彼此為「兄弟」及「xx維爾」。
「xx維爾」中的xx為其所居往的星體，例：月球維爾、地球維爾等。

### 其他
伊沙貝拉·古隆（Isabelle Cronkite，聲優：根谷美智子）
艾麗達·羅莎（Eida Rossa，聲優：後藤邑子）
超級偶像歌手，喜歡喬尼。
R-赤翼（アールダイガン）的駕駛員，起初與D小隊為敵。
弗拉迪米爾（聲優：山本百合子）
葛萊因·桑德曼（Klein Sandman）
同樣為大張正己執導的『超重神GRAVION』的登場人物，第六話裡與威廉・沃理斯・菲茲傑拉德總統一同在斷空我贊助者中列席。
月球維爾（Moon Will，聲優：若本規夫）
居住在月球的無機知性體，但在認知上與地球兄弟相反，覺得地球上的人類好戰而必須被消滅。

## 機體介紹

### 龍牙島

#### Variable Beast Machine
NOVA獵鷹（Nova Eagle）
參考超獸機神中的鷹戰機所製作的新一代斷空我機體。
駕駛員為飛鷹葵。
體型最小，也是唯一擁有飛行能力的機體。
合體後成為斷空我的頭部，掌管使用斷空劍的管制。
NOVA巨犀（Nova Rhino）
參考超獸機神中的豹戰機所製作的新一代斷空我機體。
駕駛員為加門朔哉。
與獅虎戰機一樣以靈活的地上機動性見稱。
合體後成為斷空我的左腳。本來沒有管制任何必殺技能，於第7話因為朔哉的請求，安上了Boost Nova knuckle。
NOVA獅虎（Nova Liger）
參考超獸機神中的獅戰機所製作的新一代斷空我機體。
駕駛員為館華庫拉拉。
與犀牛戰機一樣以靈活的地上機動性見稱。
合體後成為斷空我的右腳。掌管斷空砲的發射管制。
NOVA巨象（Nova Elephant）
參考超獸機神中的象戰機所製作的新一代斷空我機體。
駕駛員為喬尼巴涅特。
體型最大、裝甲最厚重，全身裝備大量火炮。
合體後成為斷空我的驅幹及雙手。掌管斷空砲的積蓄能量的管制。
斷空我NOVA（Dancouga Nova）
象戰機、獅虎戰機、犀牛戰機及鷹戰機合體而成。
只能維持5分鐘，過時的話會產生高熱並轟炸。
有「斷絕煩惱，空乏我心」之意。
第一駕駛員為飛鷹葵。
高37.8米，重108.26噸
必殺技能為Boost Nova knuckle，斷空砲及斷空劍。
斷空我NOVA GOD BEAST MODE（Dancouga Nova God Beast Mode）
斷空我NOVA覺醒後的姿態，將原本合體收藏起來的NOVA獵鷹及巨象頭部與尾巴再展開來，雙手收起由勾爪取代，且機體全身轉為金色。這個型態的斷空我NOVA可以說是轉化成野獸，以近身格鬥戰為主，發揮純粹野性的力量來擊敗敵人，擁有超越R-赤翼的速度與實力。
斷空我MAX GOD（Dancouga Max God）
斷空我NOVA的最終型態，由斷空我NOVA主體再加上R-赤翼變形而成的背包組合而成，首次合體前需先由FS認證並喊出密碼「M・A・X・G・O・D」後方可進行。
第一駕駛員為飛鷹葵。
必殺技能為雷管導彈（喬尼解封）、終極斷空砲（庫拉拉解封）及斷空彈劾劍（飛鷹葵解封）。

#### 其他
D-鳳凰（D-Phoenix）
無人輸送機。
負責運送斷空我機體來回戰場。
D-波塞冬（D-Poseidon）
最終斷空我（Final Dancouga）

### Zolbrain
R-赤翼（R-Daigun）
駕駛員為艾麗達·羅莎。
全身紅色，戰鬥力略勝於斷空我。
沒有時間限制。

### 月球維爾
白銀士兵
Regulus Alpha
初代斷空我（Original Dancouga）

## 各話標題
| 話數          | 標題 | 中譯                 |
| ------------- | ---- | -------------------- |
| MISSION-01    |      | 謎之斷空我           |
| MISSION-02    |      | 超獸合神！           |
| MISSION-03    |      | 導引之劍             |
| MISSION-04    |      | 紅色的斷空我         |
| MISSION-05    |      | 嘆息的魔璧           |
| MISSION-06    |      | 未知的襲擊           |
| MISSION-07    |      | 激突！斷空我對斷空我 |
| MISSION-08    |      | 掙脫過去的束縛       |
| MISSION-09    |      | 神獸覺醒             |
| MISSION-10    |      | 失控的熱情！         |
| MISSION-11    |      | 粉碎？龍牙島！       |
| FINAL MISSION |      | 通往未來的飛翔       |

## 主題曲
片頭曲
歌、作詞：千里愛風/作曲：NAOKI(DROP ARMY)/編曲：土肥真生
片尾曲「PLACE」
歌、作詞：千里愛風/作曲：NAOKI(DROP ARMY)/編曲：土肥真生
合體時插曲「Rock Yo mind」
歌：W-SCORE/作詞：Sasa、Tony/作曲&編曲：Sasa

## 電視播放
| 有線電視 兒童台 星期日08:00─09:00/11:00-12:00/15:30-16:30/20:00-21:00/22:00-23:00，星期一02:00-03:00/05:00-06:00節目(一連播放兩集) | 有線電視 兒童台 星期日08:00─09:00/11:00-12:00/15:30-16:30/20:00-21:00/22:00-23:00，星期一02:00-03:00/05:00-06:00節目(一連播放兩集) | 有線電視 兒童台 星期日08:00─09:00/11:00-12:00/15:30-16:30/20:00-21:00/22:00-23:00，星期一02:00-03:00/05:00-06:00節目(一連播放兩集) |
| --- | --- | --- |
| | 獸裝機攻 (2008年 5月 4日 - 2008年 6月 8日 )                                                                                        | |
| 結界師 | (創聖のアクエリオン) | |

## 遊戲
本作雖然沒有製作專屬遊戲，但有在知名的戰略角色扮演遊戲超級機器人大戰系列中登場。
- 2010年11月25日發售的NDS用遊戲軟體『超級機器人大戰L』首次登場。
- 2011年4月14日發售的PSP用遊戲軟體『第2次超級機器人大戰Z 破界篇』中增加語音效果後再次參戰，並與前作超獸機神有相關劇情演出。至2012年4月5日發售的後編『第2次超級機器人大戰Z 再世篇』更有與最終斷空我使出合體技「斷空雙牙劍」。

## 外部連結
- 官方網站 （页面存档备份，存于）（日語）